# Никольское (Кировская область)
Никольское — деревня в Малмыжском районе Кировской области. Входит в состав Арыкского сельского поселения. 

## География
Находится на левобережье Вятки на расстоянии примерно 9 километров по прямой на север от районного центра города Малмыж.

## История
Известна с 1926 года, когда было в ней учтено дворов 1 и жителей 6, в 1950 38 и 196 соответственно. В 1989 году учтено 11 жителей.

## Население
Постоянное население  составляло 97 человек (татары 99%) в 2002 году, 55 в 2010.